# Лазаренко, Владислав Игоревич
Владислав Игоревич Лазаренко (род. 2 октября 1989 год, Новокузнецк) — российский регбист, играющий на позиции крайнего трехчетвертного (вингера) в команде «Локомотив-Пенза». Заслуженный мастер спорта России.

## Карьера
Увлечение регби Владислав перенял от своего старшего брата в 14 лет. Он начал оттачивать навыки в г. Новокузнецк, а затем вступил в регбийный клуб «Юг» 2010 г. Первым тренером на пути становления профессионального игрока в регби был Сергей Кузнецов.
В сборную по регби-7 начал привлекаться в 2012 году. В составе сборной России по регби-7 стал победителем Универсиады-2013 и Чемпионом Европы 2016, 2017, 2018 и 2019. Владислав стал капитаном сборной в 2019 году.
В июле 2021 года перешел в «Локомотив-Пенза».